# Zunftgesellschaft zu Schmieden

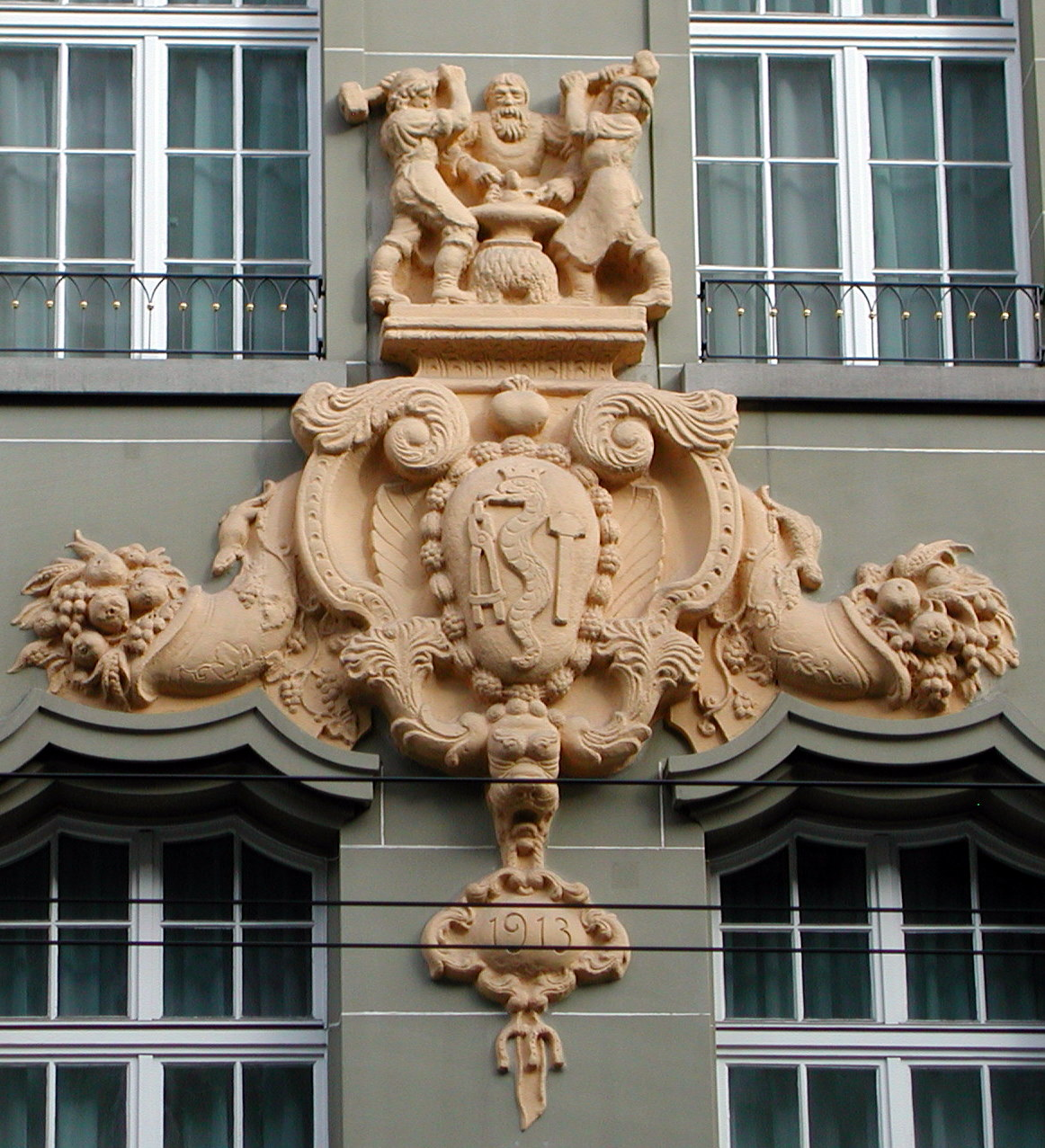
Hauszeichen der Schmieden an der Marktgasse in Bern (1913).

Die Zunftgesellschaft zu Schmieden ist eine der 13 Gesellschaften und Zünfte in der Stadt Bern und durch die Verfassung des Kantons Bern garantierte öffentlich-rechtliche Körperschaft. Sie ist eine burgerliche Korporation im Sinn der bernischen Gemeindegesetzgebung und untersteht der Aufsicht der kantonalen Behörden. Als Personalkörperschaft hat sie kein eigenes Territorium und ist steuerpflichtig. Sie umfasst alle Burgerinnen und Burger von Bern, die das Zunftrecht zu Schmieden besitzen. Zurzeit umfasst die Zunftgesellschaft zu Schmieden ungefähr 2200 Mitglieder.
Die Zunftgesellschaft wurde erstmals 1345 erwähnt und umfasste die metallverarbeitenden Handwerke. Ab dem 15. Jahrhundert musste einer der vier Venner Berns Stubengeselle zu Schmieden sein. Die aufstrebenden Geschlechter der Vennergesellschaften Pfistern, Schmieden, Metzgern und Gerwern hatten damit ein politisches Vorrecht. Zahlreiche Familien widmeten sich zunehmend der Politik und bildeten in der Neuzeit das Patriziat. Dies erklärt die hohe Anzahl regierender Familien auf Schmieden.

## Personen
Nicht abschliessende Liste mit Angehörigen der Zunftgesellschaft zu Schmieden, über welche ein deutschsprachiger Wikipedia-Artikel existiert.
- Anton Spilmann, Venner, Herr zu Kehrsatz
- Valerius Anshelm, Chronist
- Hans von Rüte, Schreiber
- Hans Franz Nägeli, Schultheiss von Bern
- Hans Rudolf Sager, Schultheiss von Bern
- Johann Frischherz, Deutschseckelmeister
- Karl Hackbrett, General
- Wilhelm Emanuel Dittlinger, Hafner
- Johann Heinrich Ringier, Pfarrer und Professor
- Samuel Engel, Bibliothekar, Geograph, Politiker, Philanthrop und Ökonom
- Albrecht von Mülinen, Schultheiss von Bern
- Sigmund von Wagner, Künstler
- Ludwig Zeerleder (II.), Bankier und Politiker
- David Ludwig Bay, Politiker
- Franz Niklaus König, Maler
- Samuel König, Theologe und Orientalist
- Johann Samuel König, Mathematiker
- Karl Zeerleder, Politiker und Historiker
- Johann Samuel Friedrich Pagenstecher, Apotheker
- Albrecht Weyermann, Pfarrer und Politiker
- Gottlieb Jakob Kuhn, Pfarrer und Volksliederdichter
- Edmund von Fellenberg, Archäologe
- Albert Samuel Gatschet, Ethnologe und Sprachwissenschaftler
- Wolfgang Friedrich von Mülinen, Historiker
- Gottfried von Fellenberg, Komponist
- Eduard Will, Ingenieur, Nationalrat
- Helene von Mülinen, Frauenrechtlerin
- Alfred von Zeerleder, Metallurg
- Paul Niehans, Arzt
- Georges Grosjean, Geograph
- Werner Bircher, alt Stadtpräsident von Bern
- Ewald Weibel (1929–2019), Anatom und Elektronenmikroskopiker
- Klaus Wildbolz, Schauspieler
- Guido Schmezer, Gymnasiallehrer, Schriftsteller
- Gerhart Schürch, Politiker
- Ueli Schmezer, Moderator, Journalist und Sänger
- Thomas Jordan, Ökonom
- Mirjam Ott, Curlerin